# Noordrijns voetbalkampioenschap 1914/15
In 1914/15 werd het dertiende Noordrijns voetbalkampioenschap gespeeld, dat georganiseerd werd door de West-Duitse voetbalbond. 
Wegens het uitbreken van de Eerste Wereldoorlog werden de competities in West-Duitsland verder onderverdeeld en er was geen verdere eindronde voor de kampioenen. 
FC Britannia 1902 Düsseldorf nam de naam Düsseldorfer SV Viktoria 02 aan. 

## Kreisliga

### Groep Düsseldorf
| Plaats | Club                         | Wed. | W | G | V | Saldo | Ptn.  |
| ------ | ---------------------------- | ---- | - | - | - | ----- | ----- |
| 1.     | SC Union 05 Düsseldorf       | 14   |   |   |   | 85:17 | 26:2  |
| 2.     | Düsseldorfer SV Viktoria 02  | 14   |   |   |   | 45:18 | 25:3  |
| 3.     | Düsseldorfer SC 1899         | 14   |   |   |   | 32:18 | 14:14 |
| 4.     | FC Borussia 06 Düsseldorf    | 14   |   |   |   | 17:34 | 14:14 |
| 5.     | Düsseldorfer SV 04           | 14   |   |   |   | 9:45  | 11:17 |
| 6.     | FC Hilden 1903               | 14   |   |   |   | 9:24  | 10:18 |
| 7.     | FC Neuss 06                  | 14   |   |   |   | 11:30 | 9:19  |
| 8.     | FC Concordia 1905 Düsseldorf | 14   |   |   |   | 12:31 | 7:21  |

|  | Groepswinnaar                     |
|  | Trok zich terug uit de competitie |

### Groep Aken
| Plaats | Club                | Wed.           | W              | G              | V              | Saldo          | Ptn.           |
| ------ | ------------------- | -------------- | -------------- | -------------- | -------------- | -------------- | -------------- |
| 1.     | VfJuV 1896 Düren    | 4              | 3              | 0              | 1              | 27:3           | 6:2            |
| 2.     | SC Germania Düren   | 4              | 2              | 1              | 1              | 11:11          | 5:3            |
| 3.     | Dürener FC 1903     | 4              | 0              | 1              | 3              | 3:27           | 1:7            |
| 4.     | Dürener SpV 06      | Teruggetrokken | Teruggetrokken | Teruggetrokken | Teruggetrokken | Teruggetrokken | Teruggetrokken |
| 5.     | FC Alemannia Aachen | Teruggetrokken | Teruggetrokken | Teruggetrokken | Teruggetrokken | Teruggetrokken | Teruggetrokken |

|  | Groepswinnaar                     |
|  | Trok zich terug uit de competitie |

De competitie werd uiteindelijk geannuleerd en vervangen door een bekercompetitie.

#### Bezirkspokal

##### Voorronde
|  |                    |       |                  |  |
|  | FC Porcetia Aachen | 1 – 3 | VfJuV 1896 Düren |  |
|  |                    |       |                  |  |

|  |                       |       |                          |  |
|  | FC Fortuna 1906 Düren | 6 – 0 | FC Alemannia Lendersoorf |  |
|  |                       |       |                          |  |

|  |                       |       |                    |  |
|  | FC Adler 1911 Büsbach | 0 – 5 | FC Germania Aachen |  |
|  |                       |       |                    |  |

##### Halve finale
|  |                    |            |                       |  |
|  | FC Germania Aachen | 4 – 4 n.v. | FC Fortuna 1906 Düren |  |
|  |                    |            |                       |  |

VfJuV 1896 Duren had een bye. Germania Aachen mocht naar de finale na kop of munt. 

##### Finale
|  |                  |       |                    |  |
|  | VfJuV 1896 Düren | 3 – 0 | FC Germania Aachen |  |
|  |                  |       |                    |  |

### Groep München-Gladbach
Finale
| Team 1                     | Uitslag       | Team 2                    |
| -------------------------- | ------------- | ------------------------- |
| Eintracht München-Gladbach | 4:2, 2:5, 0:6 | Borussia München-Gladbach |

### Finale Noordrijn
|  |                              |       |                  |  |
|  | FC Borussia München-Gladbach | 7 - 0 | VfJuV 1896 Düren |  |
|  |                              |       |                  |  |